# Merkur (spolek)

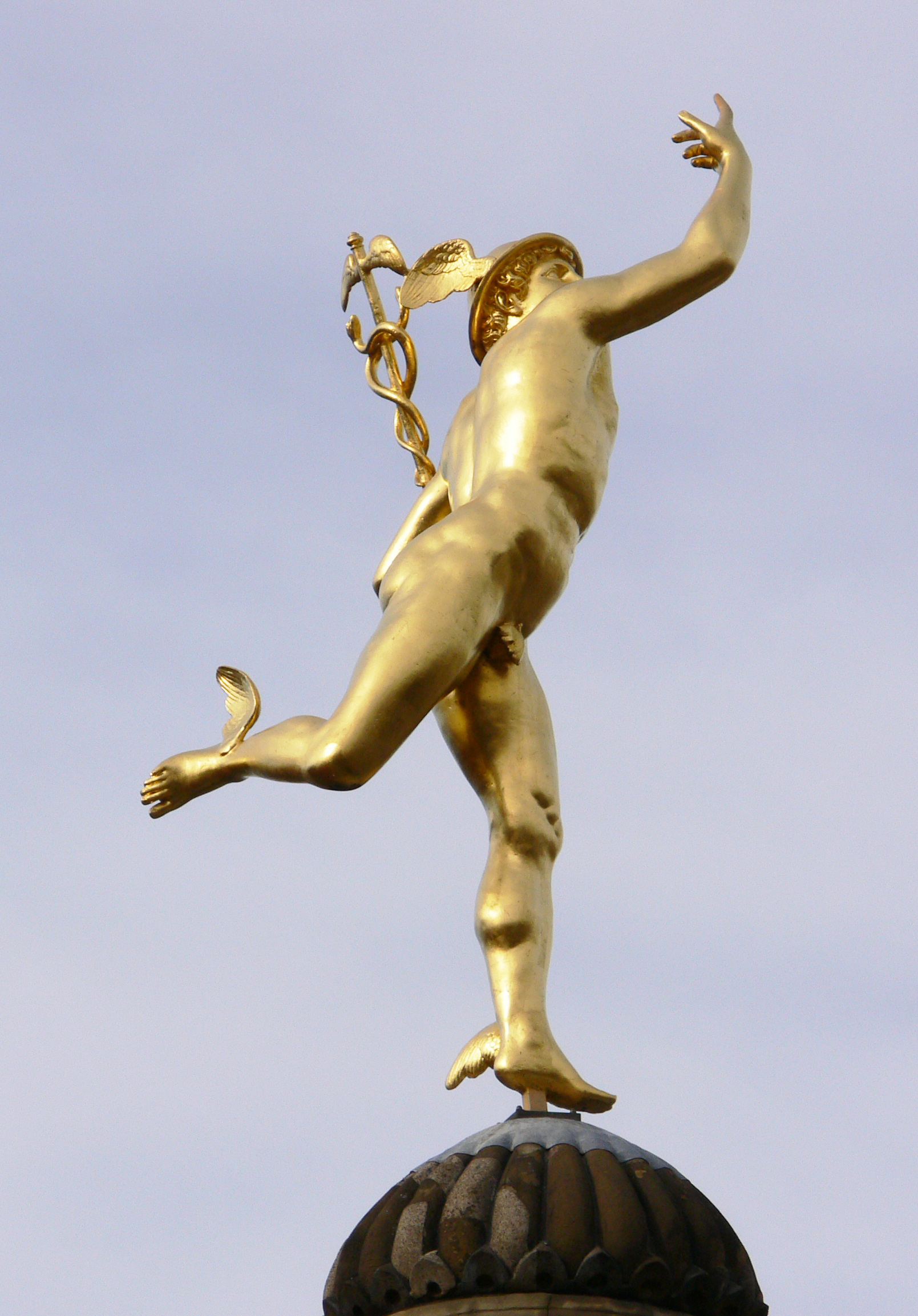
Merkur – římský bůh obchodu

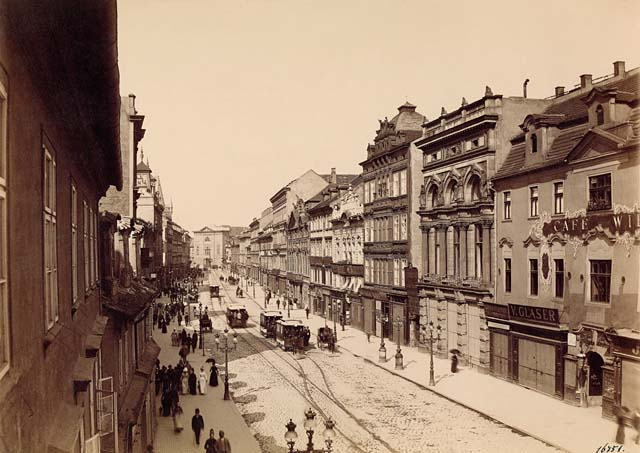
Ulice Na příkopě, sídlo první burzy i Živnobanky

Spolek Merkur byl sdružení obchodníků v českých zemích. Působil v letech 1862 až 1918. Název pochází z římské mytologie, kde je Merkur bohem obchodu.

## Historie
V roce 1862 byly schváleny stanovy Obchodnického spolku Merkur, který si dal za cíl rozvíjení obchodního vzdělání, vzájemné podpory a společenských styků obchodníků. Zpočátku bylo vedení spolku česko-německé, na valné hromadě roku 1867 získali většinu čeští obchodníci a ovládli výbor. U zrodu spolku stáli obchodník a veřejný činitel Josef Wohanka a podnikatel Jan Neff.
Roku 1868 vznikla z iniciativy spolku Živnostenská banka pod názvem „Živnostenská banka pro Čechy a Moravu“ (centrálu měla od roku 1900 v místech dnešní budovy České národní banky v Praze v ulici Na příkopě). Banka podporovala malé a střední podniky, financována byla přímo českým kapitálem.
Obchodní spolek Merkur, který ve své době sdružoval většinu významných zástupců obchodu, podal i podnět k založení „Pražské bursy na zboží a cenné papíry“. Po jejím založení v roce 1871 vydal prohlášení: „Zřízení Pražské bursy, otázka hojně přetřásaná a pečlivě uvážená má býti uskutečněna. Rozkvět českého průmyslu v posledních letech, velké rozmnožení dopravních prostředků, vzájemné vztahy, jež vznikají značným vývozem, tvoření nových hodnot, to vše vyžaduje zprostředkovací činnosti, která pouze na burse může se rozvíjeti uspořádaným způsobem. Úprava obchodu s českými hodnotami na Vídeňské burse nedostačuje, neboť buď nedochází k žádným obratům, nebo ojedinělé obraty vyvěrají z podnětu okamžité spekulace“. Svoji činnost zahájila pražská burza v sobotu 15. dubna 1871, v domě č. p. 990 v ulici Na příkopě na Praze 1.
V roce 1872 Obchodní spolek Merkur inicioval založení obchodní školy; byla to první obchodní škola v českých zemích pouze s českým vyučovacím jazykem, její název byl Českoslovanská akademie obchodní a po roce 1961 sídlila v Resslově ulici číslo 5 v Praze. Ve znaku má tato vzdělávací instituce dodnes Merkura. Provolání ke zřízení školy podepsalo mnoho významných osobností té doby, např. František Palacký, František Ladislav Rieger, Julius Grégr, nakladatel a mecenáš umění Emanuel J. Kittl (* 21. října 1844 Praha – 17. října 1911 Praha; jeho dcerou byla Ema Destinnová) a samozřejmě spolek Merkur.